# Ernst Künz
Ernst Künz, född 23 februari 1912, död 21 augusti 1944, var en österrikisk fotbollsspelare.
Künz blev olympisk silvermedaljör i fotboll vid sommarspelen 1936 i Berlin.